# 菲洛墨拉

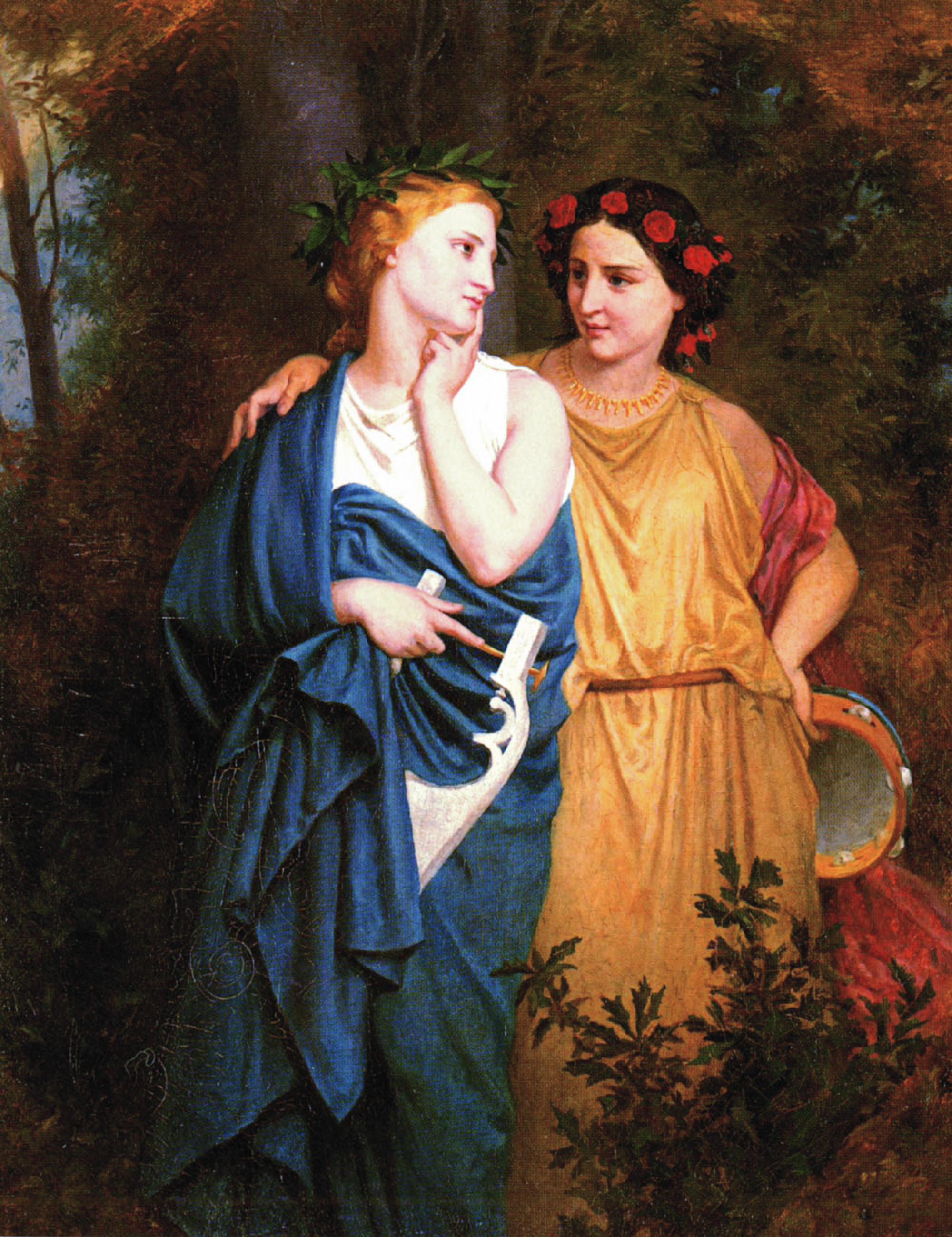
菲洛墨拉（左）与其姐普罗克涅

菲洛墨拉（希臘語：Φιλομήλα，字面意思是“爱歌者”）希腊神话中阿提刻（雅典及其附近地区）国王潘狄翁与妻子宙克西珀所生之女，是普罗克涅、厄瑞克透斯和部忒斯的妹妹。
菲洛墨拉的姐夫色雷斯国王忒柔斯凶暴好色，企图霸占菲洛墨拉，遂将妻子普罗克涅藏于密林，谎称已死，要潘狄翁把另一个女儿送来。菲洛墨拉到达后即遭其强奸，又被割掉舌头。普罗克涅得知后气极，为报复竟杀死与忒柔斯的孩子，并将孩子的肉做成饭给忒柔斯吃，然后带菲洛墨拉逃跑。忒柔斯发觉真相后暴怒，拼命追赶两人。两姐妹在绝望中向神祈祷，天神把他们三人都变成了鸟：普罗克涅变成夜莺，菲洛墨拉变成燕子，忒柔斯变成戴胜。晚期的罗马作家不知出于什么原因改动了神话，把无舌的菲洛墨拉说成是夜莺，普罗克涅则说成燕子。

## 资料来源
- 《世界神话辞典》，辽宁人民出版社，ISBN 7-205-00960-X